# Juncus echinocephalus
Juncus echinocephalus är en tågväxtart som beskrevs av Henrik Balslev. Juncus echinocephalus ingår i släktet tåg, och familjen tågväxter. Inga underarter finns listade i Catalogue of Life.